# Бжостовець
Бжостовець (пол. Brzostowiec) — село в Польщі, у гміні Могельниця Груєцького повіту Мазовецького воєводства.
Населення — 309 осіб (2011).
У 1975-1998 роках село належало до Радомського воєводства.

## Демографія
Демографічна структура станом на 31 березня 2011 року:
|          | Загалом | Допрацездатний вік | Працездатний вік | Постпрацездатний вік |
| -------- | ------- | ------------------ | ---------------- | -------------------- |
| Чоловіки | 150     | 26                 | 111              | 13                   |
| Жінки    | 159     | 31                 | 86               | 42                   |
| Разом    | 309     | 57                 | 197              | 55                   |